# Скориков Григорій Петрович
Григо́рій Петро́вич Ско́риков (13 березня 1920, станиця Мігулинський юрт, тепер Верхньодонського району Ростовської області Російська Федерація — 6 вересня 2000, Москва) — радянський військовий діяч, маршал авіації (4.11.1980), начальник Головного штабу Військово-повітряних сил СРСР. Депутат Верховної Ради УРСР 10—11-го скликань.

## Біографія
Народився в родині донського козака. У 1937 році — робітник радгоспу «Донський» Ростовської області.
З 1937 року — в Червоній армії. У 1939 році закінчив Тамбовське кавалерійське училище.
Член ВКП(б) з 1941 року.
У 1942 році закінчив Харківське військово-авіаційне училище штабних командирів.
Учасник Другої світової війни. З 1942 року — на штабних посадах в Радянській армії. Був помічником начальника оперативного відділення штабу, помічником начальника оперативно-розвідувального відділення штабу 8-ї гвардійської бомбардувальної Черкаської Червонопрапорної ордену Суворова авіаційної дивізії 2-ї повітряної армії, офіцером штабу 6-го гвардійського бомбардувального Львівського Червонопрапорного ордену Суворова авіаційного корпусу 2-ї повітряної армії.
У 1948 році закінчив Військову академію імені М. В. Фрунзе.
У 1949—1953 роках — в Головному штабі Військово-повітряних сил СРСР. З 1953 року — на штабній роботі.
У 1957 році закінчив Вищу Військову академію.
У 1962—1968 роках — начальник оперативного управління — заступник начальника Головного штабу Військ Протиповітряної оборони СРСР. У 1968—1971 роках — начальник штабу повітряної армії.
У 1971—1972 роках — 1-й заступник начальника Головного штабу Військово-повітряних сил СРСР.
У 1972—1976 роках — заступник начальника, в 1976—1978 роках — начальник 10-го Головного управління Генерального штабу Збройних сил СРСР.
У 1978—1985 роках — начальник Головного штабу Військово-повітряних сил СРСР.
У 1985—1992 роках — генеральний інспектор Групи генеральних інспекторів Міністерства оборони СРСР.
З 1992 року — у відставці. Похований на Троєкуровському кладовищі у Москві.

## Нагороди
- Орден Жовтневої революції
- Орден Червоного Прапора
- Два ордени Вітчизняної війни 1-го ступеня (15.05.1945, 11.03.1985)
- Орден Вітчизняної війни 2-го ступеня (21.09.1944)
- Три ордени Червоної Зірки (25.08.1943, …)
- Орден За службу Батьківщині в Збройних Силах СРСР 2-го ступеня (22.02.1990)
- Орден За службу Батьківщині в Збройних Силах СРСР 3-го ступеня
- Лауреат Державної премії СРСР (1983)
- Медалі